# Vincze Sándor
Vincze Sándor (eredetileg Weinberger)  (Sátoraljaújhely, 1886. július 3. – USA, 1946.) hírlapíró, magánzó.

## Élete
Apja Weinberger József, anyja Bischbaum Gabriella volt. Kolozsvárott a helyi szociáldemokraták egyik vezetője volt, 1918-ban erdélyi helyettes kormánybiztossá nevezték ki. A Magyarországi Tanácsköztársaság alatt Preusz Mór és Dienes László mellett fővárosi népbiztos volt (a Fővárosi Népbiztosság vezetője), s ő felügyelte a közlekedési, közegészségügyi, építési, elnöki osztályokat. A kommün alatti szerepe miatt 1919. augusztus 13-án letartóztatták, ám augusztus 25-én már szabadlábra helyezték. Bécsbe emigrált, ahonnan Kondor Bernáttal szitkozódó levelet írt Lukács György ellen. Még ugyanebben az évben az Amerikai Egyesült Államokba emigrált, s itt is halt meg 1946-ban.